# Puchar Polski w piłce ręcznej mężczyzn
Puchar Polski w piłce ręcznej mężczyzn – cykliczne rozgrywki piłki ręcznej, przeprowadzane corocznie, systemem pucharowym dla klubów zrzeszonych w Związku Piłki Ręcznej w Polsce. Zmagania zostały zainaugurowane w sezonie 1958/1959, a pierwszym triumfatorem był Śląsk Wrocław.

## Historia
Po raz pierwszy rozgrywki o Puchar Polski zorganizowano w sezonie 1958/1959, a premierowym zwycięzcą okazał się Śląsk Wrocław. W latach 1961–1964, 1967, 1974-1975 i 1991 zmagań w ramach Pucharu Polski nie przeprowadzono. Najbardziej utytułowaną drużyną tych rozgrywek pozostaje drużyna z Kielc, która po trofeum sięgała szesnastokrotnie. Od edycji 2011/2012 zmagania Pucharu Polski kończą się turniejem finałowym, w którym udział biorą cztery zespoły (tzw. Final Four). Od 2006 sponsorem rozgrywek jest PGNiG.

## Medaliści
do uzupełnienia
| Sezon | 1 miejsce                                           | 2 miejsce                                           | 3 miejsce lub półfinaliści                          |
| ----- | --------------------------------------------------- | --------------------------------------------------- | --------------------------------------------------- |
| 1959  | Śląsk Wrocław                                       |                                                     |                                                     |
| 1960  | Sparta Katowice                                     | Wybrzeże Gdańsk                                     | Śląsk Wrocław                                       |
| 1961  | Rozgrywki nie odbyły się                            | Rozgrywki nie odbyły się                            | Rozgrywki nie odbyły się                            |
| 1962  | Rozgrywki nie odbyły się                            | Rozgrywki nie odbyły się                            | Rozgrywki nie odbyły się                            |
| 1963  | Rozgrywki nie odbyły się                            | Rozgrywki nie odbyły się                            | Rozgrywki nie odbyły się                            |
| 1964  | Rozgrywki nie odbyły się                            | Rozgrywki nie odbyły się                            | Rozgrywki nie odbyły się                            |
| 1965  | Śląsk Wrocław                                       |                                                     |                                                     |
| 1966  | Spójnia Gdańsk                                      |                                                     |                                                     |
| 1967  | Rozgrywki nie odbyły się                            | Rozgrywki nie odbyły się                            | Rozgrywki nie odbyły się                            |
| 1968  | Spójnia Gdańsk                                      |                                                     |                                                     |
| 1969  | Śląsk Wrocław                                       |                                                     |                                                     |
| 1970  | Spójnia Gdańsk                                      |                                                     |                                                     |
| 1971  | Stal Mielec                                         |                                                     |                                                     |
| 1972  | WKS Grunwald Poznań                                 | Śląsk Wrocław                                       | Stal Mielec                                         |
| 1973  | Anilana Łódź                                        | Śląsk Wrocław                                       | Pogoń Szczecin                                      |
| 1974  | Rozgrywki nie odbyły się                            | Rozgrywki nie odbyły się                            | Rozgrywki nie odbyły się                            |
| 1975  | Rozgrywki nie odbyły się                            | Rozgrywki nie odbyły się                            | Rozgrywki nie odbyły się                            |
| 1976  | Śląsk Wrocław                                       |                                                     |                                                     |
| 1977  | Anilana Łódź                                        |                                                     |                                                     |
| 1978  | Hutnik Nowa Huta                                    | Wybrzeże Gdańsk                                     | Wisła Płock                                         |
| 1979  | WKS Grunwald Poznań                                 |                                                     |                                                     |
| 1980  | WKS Grunwald Poznań                                 |                                                     |                                                     |
| 1981  | Śląsk Wrocław                                       |                                                     |                                                     |
| 1982  | Śląsk Wrocław                                       |                                                     |                                                     |
| 1983  | Hutnik Nowa Huta                                    |                                                     |                                                     |
| 1984  | Pogoń Zabrze                                        |                                                     |                                                     |
| 1985  | Korona Kielce                                       |                                                     |                                                     |
| 1986  | Hutnik Nowa Huta                                    |                                                     | Stal Gorzów Wielkopolski                            |
| 1987  | Pogoń Szczecin                                      |                                                     |                                                     |
| 1988  | Pogoń Zabrze                                        | Stal Gorzów Wielkopolski                            |                                                     |
| 1989  | Śląsk Wrocław                                       |                                                     |                                                     |
| 1990  | Pogoń Zabrze                                        |                                                     |                                                     |
| 1991  | Rozgrywki nie odbyły się                            | Rozgrywki nie odbyły się                            | Rozgrywki nie odbyły się                            |
| 1992  | Petrochemia Płock                                   | Iskra Kielce                                        | Pogoń Szczecin                                      |
| 1993  | Zagłębie Lubin                                      |                                                     |                                                     |
| 1994  | Warszawianka                                        |                                                     |                                                     |
| 1995  | Petrochemia Płock                                   | Iskra Kielce                                        | Warszawianka i Hutnik Kraków                        |
| 1996  | Petrochemia Płock                                   | Iskra Kielce                                        |                                                     |
| 1997  | Petrochemia Płock                                   | Iskra Kielce                                        |                                                     |
| 1998  | Petrochemia Płock                                   | AZS AWF Biała Podlaska                              |                                                     |
| 1999  | Petrochemia Płock                                   | AZS AWF Biała Podlaska                              |                                                     |
| 2000  | Strzelec Kielce                                     | AZS AWF Biała Podlaska                              |                                                     |
| 2001  | Orlen Wisła Płock                                   | Strzelec LM Kielce                                  |                                                     |
| 2002  | Warszawianka                                        | Kolporter Kielce                                    |                                                     |
| 2003  | Vive Kielce                                         | Wisła Płock                                         | Śląsk Wrocław i MMTS Kwidzyn                        |
| 2004  | Vive Kielce                                         | Wisła Płock                                         | MMTS Kwidzyn i Olimpia Piekary Śląskie              |
| 2005  | Wisła Płock                                         | Śląsk Wrocław                                       | AZS-AWFiS Gdańsk i MMTS Kwidzyn                     |
| 2006  | Vive Kielce                                         | Wisła Płock                                         | MMTS Kwidzyn i Zagłębie Lubin                       |
| 2007  | Wisła Płock                                         | Vive Kielce                                         | Zagłębie Lubin i Chrobry Głogów                     |
| 2008  | Wisła Płock                                         | Vive Kielce                                         | Zagłębie Lubin i Nielba Wągrowiec                   |
| 2009  | Vive Kielce                                         | Zagłębie Lubin                                      | Wisła Płock i Focus Park-Kiper Piotrków Trybunalski |
| 2010  | Vive Targi Kielce                                   | Zagłębie Lubin                                      | Wisła Płock i Traveland Olsztyn                     |
| 2011  | Vive Targi Kielce                                   | Orlen Wisła Płock                                   | Miedź Legnica                                       |
| 2012  | Vive Targi Kielce                                   | Orlen Wisła Płock                                   | MMTS Kwidzyn                                        |
| 2013  | Vive Targi Kielce                                   | Orlen Wisła Płock                                   | Azoty-Puławy                                        |
| 2014  | Vive Targi Kielce                                   | Orlen Wisła Płock                                   | Azoty-Puławy                                        |
| 2015  | Vive Tauron Kielce                                  | Orlen Wisła Płock                                   | Górnik Zabrze                                       |
| 2016  | Vive Tauron Kielce                                  | Orlen Wisła Płock                                   | Górnik Zabrze                                       |
| 2017  | Vive Tauron Kielce                                  | Orlen Wisła Płock                                   | Gwardia Opole i MMTS Kwidzyn                        |
| 2018  | PGE Vive Kielce                                     | Azoty-Puławy                                        | Gwardia Opole i NMC Górnik Zabrze                   |
| 2019  | PGE Vive Kielce                                     | Orlen Wisła Płock                                   | Gwardia Opole i MKS Kalisz                          |
| 2020  | Rozgrywek nie dokończono z powodu pandemii COVID-19 | Rozgrywek nie dokończono z powodu pandemii COVID-19 | Rozgrywek nie dokończono z powodu pandemii COVID-19 |
| 2021  | Łomża Vive Kielce                                   | Grupa Azoty Unia Tarnów                             | Orlen Wisła Płock i Zagłebie Lubin                  |
| 2022  | Orlen Wisła Płock                                   | Łomża Vive Kielce                                   | Energa MKS Kalisz i Azoty-Puławy                    |
| 2023  | Orlen Wisła Płock                                   | Barlinek Industria Kielce                           | Azoty-Puławy i MMTS Kwidzyn                         |
| 2024  | Orlen Wisła Płock                                   | Industria Kielce                                    | KGHM Chrobry Głogów i Energa Wybrzeże Gdańsk        |
| 2025  | Industria Kielce                                    | Orlen Wisła Płock                                   | Handball Stal Mielec i Azoty-Puławy                 |

## Osiągnięcia klubów
| Klub                    | Zwycięstwa | Lata tryumfów                                                                                              | Finalista | Lata występów                                                          |
| ----------------------- | ---------- | --- | --------- | ---------------------------------------------------------------------- |
| Industria Kielce        | 18         | 1985, 2000, 2003, 2004, 2006, 2009, 2010, 2011, 2012, 2013, 2014, 2015, 2016, 2017, 2018, 2019, 2021, 2025 | 11        | 1992, 1995, 1996, 1997, 2001, 2002, 2007, 2008, 2022, 2023, 2024       |
| Orlen Wisła Płock       | 13         | 1992, 1995, 1996, 1997, 1998, 1999, 2001, 2005, 2007, 2008, 2022, 2023, 2024                               | 12        | 2003, 2004, 2006, 2011, 2012, 2013, 2014, 2015, 2016, 2017, 2019, 2025 |
| Śląsk Wrocław           | 7          | 1959, 1965, 1969, 1976, 1981, 1982, 1989                                                                   | 3         | 1972, 1973, 2005                                                       |
| Spójnia Gdańsk          | 3          | 1966, 1968, 1970                                                                                           |           |                                                                        |
| WKS Grunwald Poznań     | 3          | 1972, 1979, 1980                                                                                           |           |                                                                        |
| Hutnik Kraków           | 3          | 1978, 1983, 1986                                                                                           |           |                                                                        |
| Górnik Zabrze           | 3          | 1984, 1988, 1990                                                                                           |           |                                                                        |
| UKS Anilana Łódź        | 2          | 1973, 1977                                                                                                 |           |                                                                        |
| Warszawianka            | 2          | 1994, 2002                                                                                                 |           |                                                                        |
| Zagłębie Lubin          | 1          | 1993 | 2         | 2009, 2010                                                             |
| Sparta Katowice         | 1          | 1960 |           |                                                                        |
| Stal Mielec             | 1          | 1971 |           |                                                                        |
| Pogoń Szczecin          | 1          | 1987 |           |                                                                        |
| AZS AWF Biała Podlaska  |            | | 3         | 1998, 1999, 2000                                                       |
| Wybrzeże Gdańsk         |            | | 2         | 1960, 1978                                                             |
| Azoty-Puławy            |            | | 1         | 2018                                                                   |
| Grupa Azoty Unia Tarnów |            | | 1         | 2021                                                                   |